# Thomas Pazyj
Thomas Pazyj, danski rokometaš, * 8. april 1955, København, † 27. november 2016.
Leta 1976 je na poletnih olimpijskih igrah v Montrealu v sestavi danske rokometne reprezentance osvojil osmo mesto. Čez štiri leta je z reprezentanco osvojil 9. mesto.